# История Острова Пасхи

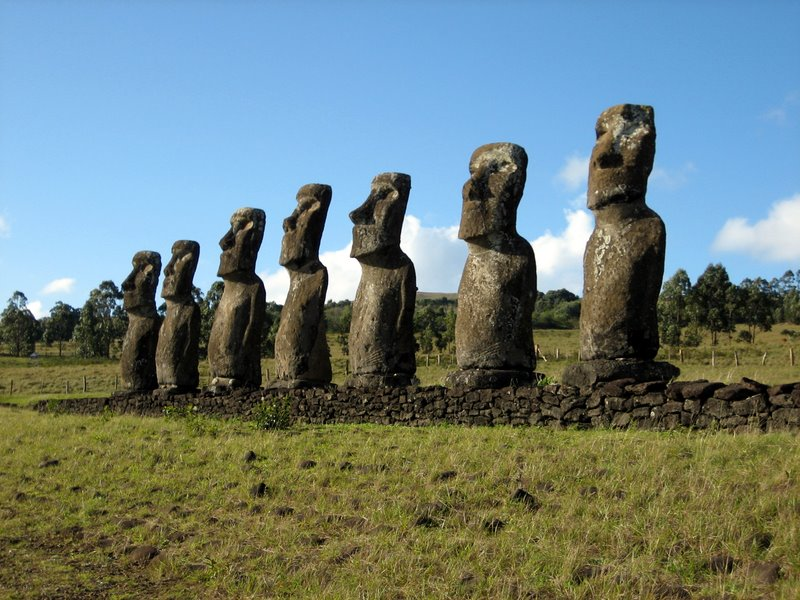
Моаи, важная составляющая истории острова

Остров Пасхи (или Рапа-Нуи) — один из самых удалённых населённых островов в мире, и во многом благодаря изолированности история Рапа-Нуи носит уникальный характер. Существует множество научных гипотез и догадок относительно времени заселения Рапа-Нуи, расовой принадлежности местных жителей, причины гибели уникальной цивилизации, представители которой сооружали огромные каменные изваяния (моаи) и знали письменность (ронго-ронго), которая до сих пор не расшифрована лингвистами. С открытием острова в 1722 году голландским путешественником Якобом Роггевеном и появлением первых католических миссионеров произошли коренные изменения в жизни рапануйцев: были забыты существовавшие в прошлом иерархические отношения, прекращена практика каннибализма. В середине XIX века местные жители стали объектом работорговли, в результате которой погибла бо́льшая часть рапануйцев, а вместе с ними утеряны многие элементы уникальной местной культуры. 9 сентября 1888 года остров был аннексирован Чили. В XX веке Рапа-Нуи стал объектом огромного интереса для исследователей, пытавшихся разгадать тайны исчезнувшей рапануйской цивилизации (среди них был норвежский путешественник Тур Хейердал). В это время произошли некоторые улучшения в инфраструктуре острова и качестве жизни рапануйцев. В 1995 году национальный парк «Рапа-Нуи» стал объектом Всемирного наследия ЮНЕСКО. В XXI веке остров продолжает привлекать туристов со всего мира, а туризм стал основным источником доходов для местного населения.

## Ранняя история Рапа-Нуи

### Время заселения острова Пасхи
Данные радиоуглеродного анализа, полученные учёными Терри Хантом и Карлом Липо из Калифорнийского университета (США) в ходе исследования восьми образцов древесного угля из Анакены, свидетельствуют о том, что остров Рапа-Нуи был заселён примерно в 1200 г. н. э., что на 400—800 лет позже, чем предполагалось ранее, и всего за 100 лет до того, как на острове стали исчезать деревья. Ранее считалось, что колонизация Рапа-Нуи происходила в 800—1200 гг. н. э., а экологическая катастрофа, которая характеризовалась исчезновением на острове пальмовых деревьев, началась, как минимум, спустя 400 лет после заселения. Однако точка в вопросе колонизации острова ещё не поставлена, и, вполне вероятно, что эта цифра может быть опровергнута.
Остаётся открытым и вопрос о пути заселения острова Пасхи. На протяжении XX века было предложено множество научных гипотез, которые выделяют несколько центров, откуда происходило заселение Рапа-Нуи.

### Теории заселения острова Пасхи

#### Легенда о заселении острова[Прим 1]
Согласно легендам древних рапануйцев, собранным Себастьяном Энглертом, остров Пасхи появился благодаря великану Уоке, который своим посохом разрушил крупную страну, сравнимую с Хивой (полинезийское название Маркизских островов). Первыми же поселенцами Рапа-Нуи были Нгата Ваке и Те Охиро. Они высадились на острове рядом с местечком Те-Ротомеа и остановились у Ваи-Марама (название небольшого озера рядом с Матавери). Уоке снова начал разрушать остров, и, чтобы остановить великана, Те Охиро прочитал заклинание, после которого посох Уоке сломался, а остров был спасён.
Заселение острова Пасхи связывают с именем вождя Хоту Матуа. По одной из наиболее распространённых версий местной легенды, Хоту правил в Мара’э Ренга — области Маори страны Хива. Его отца звали Таане Араи, жену — Вакаи А’Хева. Сестру Хоту звали Ава Реипуа, которая жила в Мара’э Тохиа. Во время правления Хоту-Мату’а стране угрожала большая опасность: происходило затопление, которое могло привести к исчезновению Мара’э Ренга. Одному из жителей этой полинезийской страны, Хау Мака, приснился сон, в котором его душа путешествовала по неизвестному острову. На следующий день он сообщил о нём Хоту-Мату’а, который сразу же приказал снарядить группу из семи молодых храбрецов, которые должны были найти и исследовать таинственный остров. Ими оказались Ира, Рапаренга, Ку’уку’у А’Хуатава, Рингигинги А’Хуатава, Нонома А’Хуатава, У’уре А’Хуатава, Мако’и Рингиринги А’Хуатава.
Доплыв до острова Пасхи, разведчики высадились в Ханга-Тепа’у (пляж Винапу), а затем пошли к вулкану Рано-Као, где Ку’уку’у высадил ямс. Затем они начали обходить остров, чтобы найти подходящее место, где арики Хоту-Мату’а мог бы высадиться. Однако полуостров Поике и бухта Ханга-Хоону не подходили для больших каноэ. В бухте Ханга-Хоону они заметили большую морскую черепаху, которая на самом деле была духом, преследовавшим их на протяжении всего путешествия. Разведчики решили пойти за черепахой. Так они достигли Хиро-Моко (часть бухты Анакена), где путешественники решили поднять черепаху. Но никому не удалось сделать это, кроме Ку’уку’у. Однако черепаха ударила его плавником. Ку’уку’у не мог передвигаться, и друзья отвели храбреца в пещеру, где оставили Ку’уку’у без присмотра на верную смерть.
В это время Ира и Рапаренга отправились к вулкану Рано-Као. В тайне от других разведчиков они спрятали привезённую статую (моаи) Хинариру. Когда они добрались до Оронго, путешественники обнаружили, что посадка ямса была вытеснена сорной травой попоро. Ира сделал вывод, что это непригодный для жизни остров. Поэтому разведчики решили возвратиться домой. Только Рингиринги противился этому. Посочувствовав ему, Мако’и решил выведать у Ира и Рапаренга место, где была спрятана статуя Хинариру. Рингиринги, притворившийся спящим, подслушал разговор, в котором Ира сказал: «Рухи направо, Пу налево, ожерелье из жемчужин на статуе Хинариру».
Однако уплыть путешественники не успели: после двухмесячного плавания арики Хоту-Мату’а уже подошёл на двух каноэ к трём островкам около острова Пасхи у вулкана Рано-Као.
У острова Моту-Нуи Ира и Рапаренга объяснили вождю, что остров непригоден для жизни, но арики всё же решил высадиться на нём. Тогда разведчики рассказали, как доплыть до бухты Анакена, которую они нашли удобной для высадки. Два каноэ поплыли в разном направлении, чтобы осмотреть весь остров: Хоту-Мату’а поплыл с востока, а Туу Ко Ихо с женой арики поплыли вдоль западного берега Рапа-Нуи. Во время плавания Ава Реипуа родила сына, которого назвали Ту’у Махеке. Король высадился в Хиро-Моко, а королева — у Ханга-Хиро. Вскоре на берегу бухты Анакена были построены дома, где жили поселенцы.

## География
| Топографическая карта острова Пасхи |
| ----------------------------------- |
| Карта острова Пасхи                 |

В своих работах, посвящённых острову Пасхи, норвежский путешественник Тур Хейердал выдвинул гипотезу, согласно которой острова Полинезии были заселены американскими индейцами. По его мнению, миграция населения происходила в два этапа. Первоначально острова Полинезии были заселены в середине 1 тысячелетия н. э. выходцами из Перу, у которых была светлая кожа, орлиные носы, густые бороды. Они способствовали распространению мегалитического типа цивилизации в Тихом океане, наиболее ярким примером которой стала рапануйская цивилизация. Первые поселенцы Полинезии, прожившие несколько веков в изоляции, впоследствии были истреблены новой волной эмигрантов, приплывших уже с северо-западного побережья Северной Америки. Они говорили на языках, от которых впоследствии произошли современные полинезийские языки. Вторая волна колонизации относится к 1000—1300 гг. н. э..
Исследовав остров Пасхи, Хейердал подкрепил свою гипотезу несколькими доводами. Во-первых, он утверждал, что техника возведения рапануйских аху и моаи аналогична технике возведения подобных сооружений в Андах. Наибольшее сходство он обнаружил между аху Винапу на Рапа-Нуи и несколькими постройками в Куско, которые относятся к доинковскому периоду. Однако между ними существуют явные различия: сооружения в Куско строились из цельного полированного камня, в то время как на острове Пасхи аху строились путём облицовки небольшими каменными пластинами грубой каменной кладки.
Во-вторых, исследуя рапануйскую письменность, Хейердал обнаружил сходство графического представления знаков на Рапа-Нуи с письменностью индейского племени куна, но в то же время сомневался в прямой связи между двумя этими языками. По его мнению, письменность на острове Пасхи появилась в V веке вместе с перуанским вождём Хоту-Мату’а, с которым прибыли и первые поселенцы Рапа-Нуи. Но это подразумевает наличие системы письменности у древних инков, которые в действительности использовали узелковое, а не петроглифное письмо. Хейердал утверждал, что как минимум два символа в рапануйском письме имеют перуанское происхождение, так как изображают животных, которых нет в местной фауне: это петроглиф в виде птицы с длинным клювом как у кондора и очень схематичный антропоморфный или зооморфный знак, похожий на пуму.
В-третьих, рапануйцы сооружали схожие с перуанскими одно- и двухместные каноэ, носили головные уборы из перьев, как у южноамериканских индейцев, деформировали мочку уха, помещая в неё крупные украшения.
Необходимо отметить, что Хейердал не учитывает ряд фактов, которые могли бы сыграть решающую роль в определении родины рарапануйцев. Во-первых, он упускает очевидное сходство полинезийских языков с другими языками австронезийской семьи. Во-вторых, трудно объяснить наличие на Рапа-Нуи ряда сельскохозяйственных культур, которые традиционно выращиваются полинезийцами. Возникает вопрос: откуда на острове Пасхи появились эти растения, если на нём жили выходцы с американского континента, которые никогда не видели и не возделывали подобных культур. Можно предположить, что индейцы, поселившись на острове Пасхи, стали контактировать с народами Меланезии или даже Индонезии. Но могли ли индейцы, которых трудно назвать очень хорошими мореплавателями, доплыть до этих островов против ветра и течения? В-третьих, Хейердал утверждает, что Хоту-Мату’а приплыл вместе с людьми на плотах (на них же, по его мнению, произошло заселение американскими индейцами других островов Полинезии), хотя в рапануйской легенде говорится о каноэ. Кроме того, Хейердал признаёт истинность списка 57 рапануйских королей, составленного Томсоном, хотя в нём содержится множество неточностей. Пользуясь им, норвежский путешественник приходит к выводу, что заселение острова произошло примерно в конце V века. Другой человек, посвятивший бо́льшую часть своей жизни изучению истории острова, Отец Энглерт, считал, что Рапа-Нуи был колонизирован только в XVI веке.
Война длинноухих, или ханау-ээпе (рап. hanau-eepe), и короткоухих, или ханау-момоко (рап. hanau-momoko), на острове Пасхи служит одной из основных тем местных легенд, некоторые из которых кажутся крайне абсурдными. Часть учёных предполагает, что это событие произошло в XVII веке, незадолго до открытия острова голландским путешественником Якобом Роггевеном, другие считают, что это всего лишь легенда, которой не стоит верить. Тур Хейердал утверждал, что длинноухие и есть перуанские индейцы, поселившиеся на острове около 475 года н. э., короткоухие же — полинезийцы, предки которых пришли с северо-западного побережья Северной Америки и впоследствии покорившие остров Пасхи. Отец Себастьян Энглерт придерживался точки зрения, согласно которой длинноухие — меланезийцы, приплывшие на Рапа-Нуи в 1610 году с неизвестного острова. Марсело Бормида соглашался с этой датой, но считал, что длинноухие — полинезийцы. Последний представитель длинноухих умер во второй половине XIX века.
Несмотря на то, что в легенде фактически рассказывается о двух разных народах, все сооружения острова Пасхи построены представителями одной народности, которые имеют общие корни с народами восточной Полинезии. Аху, или каменные мавзолеи, на которые устанавливались моаи, являются разновидностью восточнополинезийских святилищ, или мараэ (маори marae), чьи платформы также носили название аху. Кроме того, если сравнить язык острова Пасхи с полинезийскими языками, то обнаружится большое сходство с языками народов маори, мангареванцев или маркизцев.

#### Теория меланезийского заселения острова
Легенда о короткоухих и длинноухих не вызвала бы такого огромного интереса среди учёных XX века, если бы среди них не была распространена точка зрения о расовом различии рапануйцев и полинезийцев и сходстве жителей острова Пасхи с меланезийцами. Эта гипотеза, широко дискутируемая в научных кругах в середине XX века, была выдвинута учёным Хосе Имбеллони. Однако нашлось и много её противников, например, эту гипотезу не поддержал антрополог Гарри Шапиро, посвятивший много времени изучению строения черепов древних рапануйцев и отстаивавший точку зрения полинезийского происхождения жителей острова Пасхи. Британский антрополог Генри Бэлфор выделил несколько черт, сходных для рапануйской и меланезийской культур. Во-первых, схожие обсидиановые наконечники, которые использовали древние рапануйцы, были найдены на острове Новая Гвинея. Во-вторых, у рапануйских статуэток такой же орлиный нос, как и папуасских. В-третьих, среди меланезийских народов также была широко распространена деформация ушей. В-четвёртых, культ «птицечеловеков» был распространён не только на острове Пасхи, но и на Соломоновых островах. В-пятых, «шляпы» из красного туфа, которые установлены на рапануйских моаи, очень схожи с традицией меланезийцев красить волосы. Однако эта точка зрения мало обоснована и вряд ли может служить подтверждением меланезийского происхождения рапануйцев. На Новой Гвинее обсидиановые наконечники не были широко распространены, и круг их применения был крайне ограничен. Использование же обсидиана на Рапа-Нуи диктовалось необходимостью обработки камня и туфа, который в дальнейшем использовался в моаи.
Кроме того, представляется крайне маловероятным путешествие на расстояние более 6 тысяч километров с помощью плотов или каноэ, которые были основными средствами морского транспорта того времени.

#### Теория полинезийского заселения острова
В рапануйской культуре можно проследить все основные черты полинезийской культуры, особенно восточнополинезийской. Культурное сходство острова Пасхи и островов Гамбье (остров Мангарева) поразительно: присутствие там и там аху, каноэ с поднятым носом и кормой, отдельное воспитание детей вождей, татуирование всего тела, использование слова «иви-атуа» для обозначения жрецов и «хуруману» для общинников и, в конце концов, существование певчих, которых звали «ронгоронго». Лавашери, установив стилистическое сходство между мангареванскими и рапануйскими статуями, пришёл к выводу, что в прошлом на Рапа-Нуи поселились мангареванцы (вполне возможно, что это и есть «длинноухие», упомянутые в рапануйских легендах). Однако мангареванское происхождение жителей острова Пасхи вызывает определённые трудности. Рапануйцы не используют слово мараэ для своих церемониальных площадок, как мангареванцы. К тому же, пасхальцы не могли прийти с острова Мангарева, потому что жители этого архипелага не разводили кур, зато у них были свиньи, которых не было на острове Рапа-Нуи.
Если рапануйцы пришли на остров Пасхи не с островов Гамбье, то, вполне возможно, с Маркизских островов. Низменные коралловые острова архипелага Туамоту исключаются, потому что растения, культивируемые рапануйцами, очевидно завезены с островов вулканического происхождения. Культура Маркизских островов во многом отличается от рапануйской культуры, но её черты выделяют архипелаг среди других островов Полинезии. С первого взгляда аху Маркизских островов практически ничем не отличаются от рапануйских аху, но при более детальном изучении обнаруживаются некоторые отличия. Подобная ситуация и со статуями. Но эти различия вполне можно объяснить возникновением у древних рапануйцев уже своих отличительных художественных традиций после заселения острова. Сходства можно обнаружить и в оформлении небольших статуэток, изображающих людей: огромные глаза, которые являются основным мотивом маркизской культуры, как и рапануйской. Если предки древних рапануйцев пришли с Маркизских островов, то их миграция, должно быть, заняла очень большое время. Вероятно, она произошла, когда культура Маркизских островов ещё очень мало отличалась от культуры острова Мангарева и народа маори.
Однако среди специалистов, изучающих остров Пасхи, существуют и другие гипотезы. Например, немецкий учёный Томас Бартель полагал, что предки рапануйцев скорее приплыли не с Маркизских островов, а с Таити. По его мнению, на это указывают несколько фактов: наличие в рапануйском письме петроглифов, схожих с изображениями пандануса и хлебного дерева (такие были и у таитян), танцевальные палицы и двойные каноэ.
Советский учёный Н. А. Бутинов проводит множество параллелей между культурой острова Пасхи и культурой островов Кука. Опираясь на легенды островов Кука, он приходит к выводу, что короткоухие, или ханау момоко, прибыли на остров Пасхи с южных островов Кука, а конкретнее из местности Мараеренга (близ деревни Аваруа), на острове Раротонга, жители которой, в свою очередь, приплыли с острова Мангаиа (остров рядом с Раротонгой).

### Правление Хоту-Мату’а
Во время правления на острове Пасхи Хоту-Мату’а поссорился со своей женой и сыном Ту’у Махеке. Причиной было то, что арики назвал его «ублюдком» из-за того, что ребёнок плакал и хотел сильно есть. Жена Хоту-Мату’а сильно разозлилась на мужа и сказала ему, что он сам «ублюдок», и раскрыла великую тайну: Хоту-Мату’а на самом деле был внебрачным сыном Таи Амахиро, брата Таане Араи, который ранее считался настоящим отцом Хоту.
Прошло много времени, и Хоту-Мату’а сильно постарел. Предчувствуя приближение смерти, он разделил остров между своими сыновьями. Перед смертью Хоту крикнул: «О,Куихи! О,Куаха! Пусть запоет петух в Арианге!» Из-за океана до него донесся крик петуха, и Хоту Мату’а умер. Похоронен он был в аху Акаханга, там же, где и его жена.

### «Длинноухие» и «короткоухие»
До появления европейцев на острове проживали два различных народа — ханау-ээпе, или «длинноухие» (у них были удлинённые уши), которые доминировали и обладали своеобразной культурой, письменностью, строили моаи, и ханау-момоко, или «короткоухие», занимавшие подчинённое положение.
Согласно рапануйским легендам, собранным Себастьяном Энглертом, ханау-ээпе приплыли на остров Пасхи во время правления арики Ту’у Ко Ихо. Поселившись в Ханга-Нуи на полуострове Поике, они впоследствии заселили всю восточную часть острова, а вулкан Рано-Као стал границей между двумя народами. Приплыв на Рапа-Нуи без женщин, представители ханау-ээпе женились на представительницах ханау-момоко.
Сначала «длинноухие» жили в мире с представителями «короткоухих», но из-за увеличения численности ханау-ээпе, более высокой культуры они впоследствии подчинили представителей ханау-момоко, чем вызывали ненависть со стороны последних.
Однажды ханау-ээпе приказали ханау-момоко выбросить в море все камни на острове: они хотели отвоевать у воды часть суши. Однако «короткоухие» отказались это делать, сославшись на то, что остров был открыт Хоту-Мату’а, который был ханау-момоко, а значит, весь Рапа-Нуи принадлежал им. «Длинноухие» сильно разозлились. Так началась война между двумя племенами.
Представители ханау-ээпе разработали подробный план, как победить своих врагов. Они вырыли огромную канаву от Те-Хакарава до Махатуа и бросили туда брёвна. «Длинноухие» намеревались завести в ловушку врагов, бросить их в яму и сжечь там. Однако среди ханау-ээпе была представительница ханау-момоко по имени Моко-Пинге’и, которая жила на Поике и работала кухаркой у «длинноухих». Узнав о плане ханау-ээпе, она всё рассказала своим родственникам, поэтому ханау-момоко решили сами обмануть «длинноухих», обойдя препятствия через море. Так и было сделано. В результате все ханау-ээпе были сожжены. Спаслись только трое, которых ханау-момоко решили не убивать, а освободить. Впоследствии один из них все же был убит, а другой по имени Оророина женился на одной из представительниц «короткоухих».
Полуостров Поике, на котором согласно легенде острова Пасхи произошло главное сражение между «длинноухими» и «короткоухими», является объектом пристального изучения со стороны специалистов. Согласно исследованиям, в яме, в которой якобы были сожжены представители ханау-ээпе, действительно сохранились следы древесного угля, однако каких-либо свидетельств того, что в ней были убиты люди, нет. В действительности эта яма, скорее всего, представляет собой геологическое образование, которое использовалось древними рапануйцами для приготовления пищи, как считает археолог Чарльз Лав, или для выращивания таро, бананов, сахарного тростника (этой точки придерживается К. П. Эмори).
Последние археологические, этнологические, лингвистические, генетические и другие данные с острова Пасхи свидетельствуют о том, что остров был заселён только одной волной полинезийцев, которые приплыли на Рапа-Нуи с Маркизских островов через остров Мангарева.

### Другие войны на острове
Рапануйцы были воинственным народом, что подтверждается многочисленными столкновениями между местными жителями, описанными в рапануйских легендах. Наиболее ярким из них является война между двумя союзами, или мата, — ту’у и хоту-ити. Согласно легенде, опубликованной Альфредом Метро, союз хоту-ити жил в восточной части острова Пасхи, а ту’у — в западной. Между ними было много войн, в которых попеременно выигрывал то один, то другой союз.
Точное время наиболее крупного столкновения, поводом для которого послужило недоразумение, неизвестно. Согласно легенде двое молодых людей, Макита и Рокехауа, нанесли визит Каинге, великому воину союза хоту-ити. Каинга, пытаясь быть щедрым хозяином, приказал своему младшему сыну принести внутренности курицы, приготовленные им заранее (это блюдо считалось лакомством среди древних рапануйцев). Однако Рокехауа, решив посмеяться над хозяином, отказался их есть, сказав, что он любит внутренности человека. Каинга, приняв слова гостя всерьёз, убил своего младшего сына и подал Маките и Рокехауа приготовленные внутренности. Те в свою очередь испугались и бросились бежать. Каинга разозлился на гостей, так как они отказались есть угощение хозяина дома, и пообещал им отомстить. В скором времени он приказал своим людям построить большие лодки, которые он собирался отправить в места, где жили люди союза ту’у. Так и поступил Каинга. Жители ту’у, в том числе, Рокехауа и Маките не знали, куда им деваться, и, в конце концов, нашли убежище на острове Моту-Нуи (остров к юго-западу от Рапа-Нуи). Каинга, окружив их, схватил одного из молодых людей, убил его и пожарил в земляной печи, поделив «трофей» между своими воинами.
Во второй части легенды рассказывается о войне между двумя мата — тупа-хоту и миру. Каинга, вождь западных племён топа-хоту, поссорился с Тоари, воином восточных племён ту’у, однако, ни в одной из битв ему так и не удалось убить Тоари. У Каинги был сын, которого звали Ури-аваи. Однажды ему приснился сон, в котором его душа отделилась от тела. После скитания по равнине она натолкнулась на петуха. Душа взяла камень и бросила его в петуха, который сразу упал мёртвым. Когда Каинга узнал об этом сне, он сразу же обрадовался, так как в образе этой птицы он увидел своего главного врага — Тоари. Каинга собрал своих воинов и взял с собой одного из сыновей. Когда они приблизились к врагам, Каинга дал своему сыну два копья и сказал ему бросить их в Тоари. Сон приснился не зря: Тоари упал замертво как петух. Каинга почувствовал себя удовлетворённым и покинул поле битвы. Но представители мата ту’у только разозлись и прогнали тупа-хоту. Часть потерпевших поражение представителей тупа-хоту спряталась на острове Моту-Маротири, другая — в пещере Ана-те-ава-нуи. Миру послали каноэ к острову Маротири, чтобы убить врагов. Каждый день туда плавало каноэ, которое возвращалось с горой убитых людей, которых затем поедали.
Однако, исследования Бингемтонского университета (США) показывают что наконечники обсидиановых орудий на острове не похожи не оружие. Антрополог Карл Липо считает что "традиционные представления людей о том, что остров Пасхи - это "остров катастрофы и распада", просто неверны в доисторическом смысле. Население здесь было успешным и устойчиво проживало вплоть до первого контакта с европейцами. "

### Плавание инков к острову
Есть свидетельства о пребывании в 1480-х годах на острове флота инков под командованием десятого Сапа Инки Ту́пака Инки Юпанки. По словам испанца Педро Сармьенто де Гамбоа, в эпоху правления Тупак Инка Юпанки у инков существовал флот из бальсовых плотов, на которых они (возможно даже Тупак Инка Юпанки лично) достигли острова Пасхи. Есть и косвенные подтверждения пребывания инков на острове: легенды местных жителей о прибывшем с востока могущественном вожде по имени Тупа; развалины Аху Винапу, построенные в классическом стиле полигональной архитектуры инков из тщательно подогнанных друг к другу базальтовых блоков неправильной формы без использования строительного раствора; а также тот факт, что тотора, произрастающая в вулканических озёрах Рано Рараку и Рано Кау, появилась там не ранее XIV века, а за пределами острова Пасхи она растёт только в озере Титикака.

## Культура древних рапануйцев

### Занятия древних рапануйцев

Древний рыболовный крючок из человеческой бедренной кости, или мангаи-иви mangai ivi) с острова Пасхи. Состоит из двух частей, соединённых веревкой

Остров Пасхи — это безлесный остров с неплодородной вулканической почвой. В прошлом, как и сейчас, склоны вулканов использовались для разведения садов и выращивания бананов. Согласно легендам Рапа-Нуи, растения хау (лат. Triumfeta semitriloba), марикуру (Sapindus saponaria), макои (Thespesia populnea) и сандаловое дерево были завезены королём Хоту-Мату’а, приплывшим на остров с таинственной родины Мараэ-ренга (англ. Marae-renga). Это действительно могло произойти, так как полинезийцы, заселяя новые земли, приносили с собой семена растений, имевших важное практическое значение.
Древние рапануйцы очень хорошо разбирались в сельском хозяйстве, поэтому остров вполне мог прокормить несколько тысяч человек.
Одной из проблем острова всегда был дефицит пресной воды. На Рапа-Нуи отсутствуют полноводные реки, а вода после дождей легко просачивается сквозь почву и течёт в сторону океана. Рапануйцы сооружали небольшие колодцы, смешивали пресную воду с солёной, а иногда пили просто солёную воду.
В прошлом полинезийцы, отправляясь в поисках новых островов, всегда брали с собой трёх животных: свинью, собаку и курицу. На остров Пасхи была завезена только курица — впоследствии символ благополучия у древних рапануйцев.
Полинезийская крыса не является домашним животным, однако и она была завезена первыми поселенцами острова Пасхи, которые считали её деликатесом. Впоследствии на острове появились серые крысы, завезённые европейцами.
Воды, окружающие остров Пасхи, изобилуют рыбой, особенно у скал острова Моту-Нуи (небольшого островка к юго-западу от Рапа-Нуи), где в большом количестве гнездятся морские птицы. Рыба была излюбленной едой древних рапануйцев, а в зимние месяцы устанавливалось табу на её вылов. На острове Пасхи в прошлом использовали огромное количество рыболовных крючков. Некоторые из них делались из человеческих костей, их называли мангаи-иви (рап. mangai ivi), другие — из камня, их называли мангаи-кахи (рап. mangai kahi) и в основном использовали для вылова тунца. Крючки из полированного камня были лишь у привилегированных жителей, которых звали тангата-ману (рап. tangata manu). После смерти владельца они клались в его могилу. Само существование рыболовных крючков говорит о развитости древнерапануйской цивилизации, так как техника полировки камня довольно сложна, как и достижение таких гладких форм. Часто рыболовные крючки делались из костей врага. По верованиям рапануйцев, так рыболову передавалась мана (рап. mana) погибшего человека, то есть его сила.
Рапануйцы охотились на черепах, которые часто упоминаются в местных легендах. Они так сильно ценились рапануйцами, что даже на берегу сооружались тупы (рап. tupa), которые служили дозорными башнями.
У древних рапануйцев было не так много каноэ (рапануйское название — вака рап. vaka), как, например, у других народов Полинезии, бороздивших волны Тихого океана. К тому же, явный дефицит высоких и крупных деревьев отразился на технике его производства. У рапануйцев было два типа каноэ: без аутригера, которое использовалось при мореходстве вблизи берега, и с аутригером, которое использовалось при плавании на дальние расстояния.

### Общественные отношения древних рапануйцев

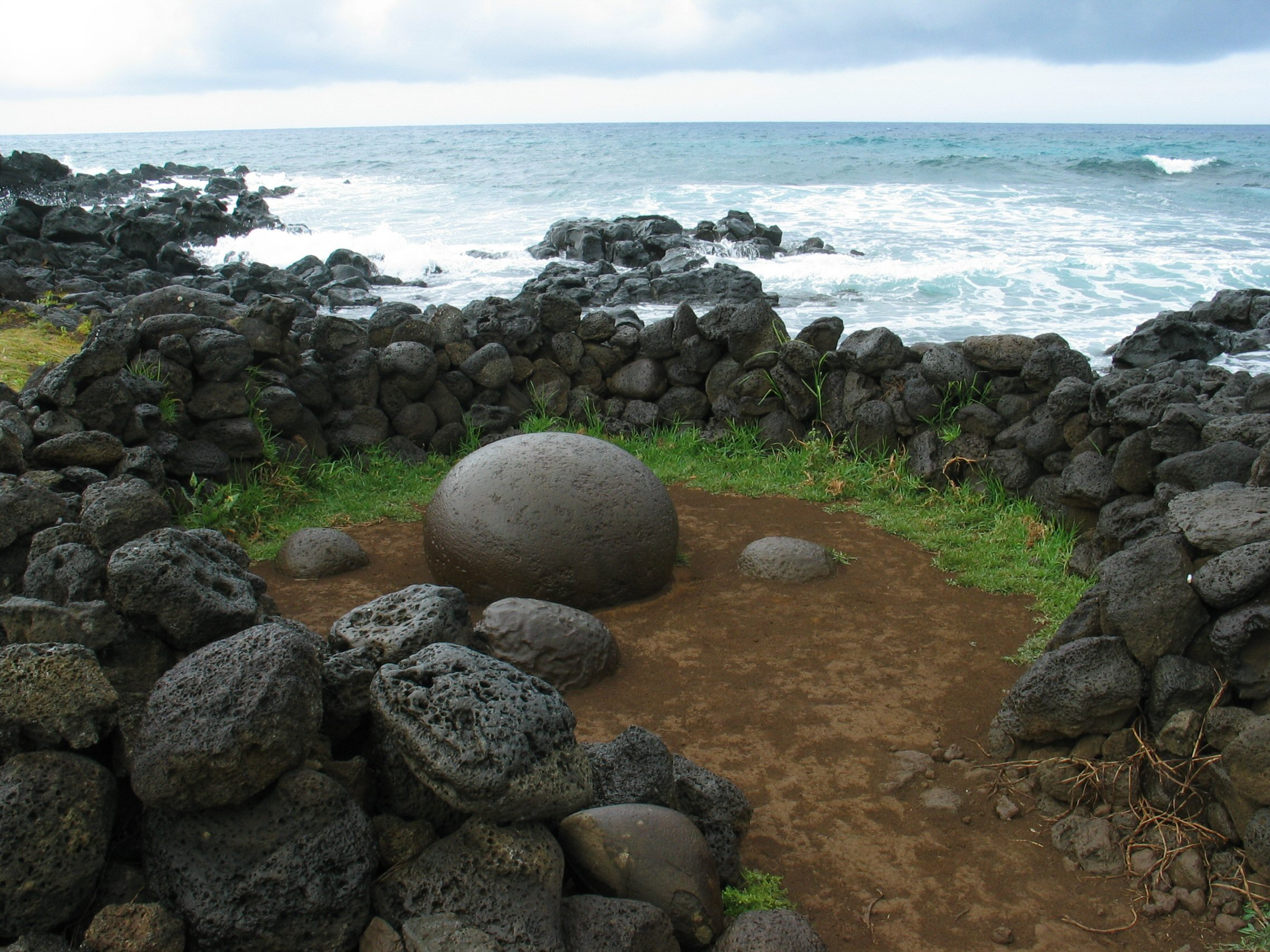
Аху Те Пито Кура — Пуп Земли в фольклоре жителей острова Пасхи

О структуре древнерапануйского общества, существовавшего до XIX века, известно очень мало. В связи с вывозом местного населения в Перу, где оно использовалось в качестве рабов, эпидемий болезней, завезённых на остров европейцами, и принятием христианства рапануйское общество забыло о существовавших прежде иерархических отношениях, связях семьи и племени.
В начале XIX века на Рапа-Нуи существовало десять племён, или мата (рап. mata), члены которых считали себя потомками эпонимических предков, которые, в свою очередь были потомками первого короля острова Хоту-Мату’а. Согласно рапануйской легенде, после смерти Хоту-Мату’а остров был поделён между его сыновьями, которые дали названия всем рапануйским племенам. Постепенно от существовавших племён выделялись новые. Так рапануйская легенда рассказывает о появлении племён раа и хамеа, которые проживали на территории племени миру.
Сложность политической географии острова также заключается в том, что ко времени открытия Рапа-Нуи европейцами племёна не проживали исключительно на своей территории. Объяснялось это, прежде всего, межплеменными браками, в результате которых дети могли претендовать на земли своего отца из другого племени или унаследовать владения матери.
Территория племени часто делилась между потомками членов мата-ити (рап. mata iti), или небольших кланов, формировавшихся внутри племени. Принадлежавшие им земли представляли собой полоски земли, тянувшиеся от берега до центра острова. Аху на берегу, который был кладбищем и святилищем, указывал на принадлежность территории какому-либо племени.
В древности соплеменники жили в огромных хижинах. Это было подобие родовой общины, которую называли иви (рап. ivi). Роль такой расширенной семьи неизвестна. Но если говорить о полинезийцах в целом, то можно предположить, что в ней все члены совместно владели землёй (то есть это была общинная земля) и сообща занимались сельским хозяйством.
Помимо племён и родовых общин, которые составляли основу общественной организации рапануйского общества, существовали более крупные объединения, политические по своей сущности. Десять племён, или мата (рап. mata), были разделены на два враждующих союза. Племена запада и северо-запада острова обычно назывались люди Ту’у — это название вулканического пика недалеко от Анга-Роа. Их также называли мата-нуи. Племена восточной части острова в исторических легендах называются «люди Хоту-ити».
Система иерархии, существовавшая в прошлом на острове, ныне исчезла. Во главе иерархической лестницы находился арики-мау (рап. ariki mau), или верховный вождь, почитавшийся местными племенами в качестве божества. Ниже находились жрецы, или иви-атуа (рап. ivi atua), и местная знать, или арики-пака (рап. ariki paka). Причём к знати принадлежало всё племя миру. Это крайне противоречило полинезийским обычаям. Необходимо отметить, что в других племенах острова арики-пака и вовсе отсутствовали.
На следующей ступени иерархической лестницы находились воины, или матато’а (рап. matato'а), часто претендовавшие на политическую власть. Низшее положение занимали кио (рап. kio), или зависимое население (скорее всего, оно формировалось из членов побеждённого племени). Точное положение ремесленников в этой лестнице неизвестно, но вероятно, что они занимали достаточно высокое место в рапануйском обществе.
Как и на других островах Полинезии, рапануйский король терял свой титул после рождения старшего сына. На деле, король находился у власти в качестве регента до тех пор, пока его сын не становился способным осуществлять свои функции самостоятельно. Совершеннолетие наступало после женитьбы, после чего прежний король утрачивал свои функции. Точные обязанности рапануйского короля неизвестны. Одной из его основных функций было наложение и снятие табу.
Древние рапануйцы были крайне воинственны. Как только начиналась вражда между племенами, их воины красили своё тело в чёрный цвет и ночью приготавливали своё оружие к бою. После победы устраивался пир, на котором победившие воины ели мясо побеждённых воинов. Самих людоедов на острове называли каи-тангата (рап. kai tangata). Каннибализм существовал на острове вплоть до христианизации всех жителей острова.
Некоторые учёные считают что войны и каннибализм на острове распространились в результате вырубки лесов, истощения природных ресурсов.  Другие считают что древние жители острова были довольно мирным народом и сотрудничали между собой.

## Исчезновение рапануйской цивилизации
Когда на острове в XVIII веке впервые высадились европейцы, Рапа-Нуи представлял собой безлесную местность. Небольшое число деревьев росло только на самом дне кратера потухшего вулкана Рано-Као. Тем не менее, недавние исследовательские работы на острове, включая изучение найденных образцов пыльцы, свидетельствуют о том, что в далёком прошлом, во время заселения Рапа-Нуи, остров Пасхи был покрыт густой растительностью, в том числе, обширными лесными массивами. По мере увеличения численности населения эти леса вырубались, а освобождённые земли сразу же засеивались сельскохозяйственными растениями. К тому же древесина использовалась в качестве топлива, материала для сооружения домов, каноэ для рыболовства, а также для переноса огромных статуй острова, или моаи. В результате примерно к 1600 году на острове были полностью уничтожены леса. К этому же времени относится прекращение сооружения моаи.
Исчезновение с острова деревьев сильно сказалось на жизни островитян и экологии острова Пасхи. Население было вынуждено селиться в пещерах Рапа-Нуи или строить ненадёжные дома из тростника. Пострадало и рыболовство, в том числе, было прекращено строительство каноэ из древесины, плетение сетей из шелковицы, которая также была уничтожена. Исчезновение лесного покрова привело к сильной эрозии почвы, в результате снизились урожаи. Единственным источником мяса на острове стали куры, которых стали высоко почитать и охранять от воров (для них сооружались специальные каменные курятники). В связи с катастрофическими изменениями на Рапа-Нуи началось убывание численности населения. После 1600 года рапануйское общество постепенно начало деградировать. Происходили изменения в общественной жизни островитян, усилилась вражда между различными племенами острова, которые боролись за скудные ресурсы Рапа-Нуи (в основном это выражалось в уничтожении аху противоположного клана или сваливании моаи), появилось рабство, начал процветать каннибализм.
Однако эта теория исчезновения рапануйской цивилизации не является единственной. Согласно исследованиям учёного Терри Ханта обезлесение на Рапа-Нуи произошло по большей части не благодаря местным жителям, а в результате поедания семян местных растений полинезийскими крысами, которые были завезены на остров первыми поселенцами. Исчезновение лесов на острове Пасхи не привело к демографической катастрофе. Резкое сокращение численности населения относится лишь к европейском периоду Рапа-Нуи, когда бо́льшая часть островитян была порабощена и отправлена на южноамериканские или тихоокеанские плантации.
Австралийские археологи выдвинули гипотезу, что Цивилизация на острове Пасхи вряд ли могла исчезнуть в результате "войны всех против всех", так как его обитатели строили истуканов сообща, обмениваясь материалами и инструментами. "Похоже, что мы переоцениваем ту роль, которую сыграли конкуренция и недостаток ресурсов в падении цивилизации на острове Пасхи. Каменно-строительная "промышленность", следы которой мы открыли, четко говорит о том, что разные племена и группы мастеров всегда сотрудничали друг с другом", — заявил Дейл Симпсон (Dale Simpson) из университета Квинсленда в Брисбане (Австралия).
Антропологи из Колумбийской климатической школы и Бингемтонского университета установили, что реальная численность населения острова в период расцвета цивилизации была гораздо меньше, чем предполагалось ранее, что ставит под сомнение теорию об крахе цивилизации Рапа-Нуи из-за экоцида. Изначально считалось, что быстрый рост и падение численности населения были обусловлены строительством и чрезмерной эксплуатацией обширных садов камней (альпинариев). Но согласно данным спутниковых снимков масштабы создания этих садов на острове были значительно меньше. Авторы исследования считают, что численность населения никогда не достигала критических уровней, а жители справлялись с нехваткой ресурсов и на протяжении долгого времени поддерживали небольшое и стабильное население. Рапануйцы использовали мульчирование с помощью камней, в этих садах между камнями выращивался сладкий картофель, что обеспечивало стабильным источником пищи несколько тысяч человек, что говорит об устойчивости цивилизации.

## Европейцы на острове
Остров Пасхи европейцы открыли только в 1722 году, когда экипаж судна «Afrikaanse Galley» под командованием голландского путешественника Якоба Роггевена заметил на горизонте сушу. Однако очень долгое время заслуга в открытии Рапа-Нуи оспаривалась англичанами, опиравшимися в своих доказательствах на книгу пирата Лионеля Вафера, в которой рассказывается о плавании 1687 года английского капера Эдварда Дэвиса. Потерпев поражение от испанского флота, он направился через мыс Горн в Вест-Индию. Когда судно Дэвиса «Batchelor’s Delight» плыло от Галапагосских островов на юг, корабль случайно наткнулся на неизвестный остров, который не был защищён рифами. На берегу виднелся песчаный пляж, а за ним можно было заметить силуэты высоких гор. Однако высадиться на нём Дэвису не удалось, так как его преследовали испанские корабли. Позже рассказ Вафера был подтверждён другим капером Уильямом Дампиром.
Эта «Земля Дэвиса», которая значительно позже стала отождествляться с островом Пасхи, подкрепила убеждённость космографов того времени в том, что в этом регионе существовал континент, являвшийся как бы противовесом Азии и Европе. Это привело к тому, что отважные мореплаватели стали искать затерянный континент. Однако найти его так и не удалось: вместо этого были открыты сотни островов Тихого океана. С открытием острова Пасхи появилось мнение, что это и есть тот ускользающий от человека континент, на котором существовала в течение тысячелетий высокоразвитая цивилизация, в дальнейшем исчезнувшая в пучинах океана, а от континента сохранились лишь высокие горные пики (на самом деле, это потухшие вулканы). Существование на острове огромных статуй, моаи, необычные рапануйские таблички лишь подкрепляли это мнение.
Однако современное изучение прилегающих вод показало, что это маловероятно. Остров Пасхи расположен в 500 км от гряды подводных гор, известных как Восточно-Тихоокеанское поднятие, на литосферной плите Наска. Остров находится на вершине огромной горы, сформировавшейся из вулканической лавы. Последнее извержение вулканов на острове произошло 3 миллиона лет назад. Хотя некоторые учёные предполагают, что оно произошло 4,5—5 миллионов лет назад. Согласно местным легендам, в далёком прошлом остров был бо́льших размеров. Вполне возможно, что так было в ледниковый период плейстоцена, когда уровень Мирового океана был ниже на 100 метров. Согласно геологическим исследованиям остров Пасхи никогда не был частью затонувшего континента.
Только в начале XX века появились предположения, что остров, описанный в рассказе Вафера, — атолл Полумесяц (англ. Crescent Island), а горы — пики островов Гамбье.
16 июля 1721 года голландский путешественник, адмирал Якоб Роггевен отплыл из Амстердама на кораблях «Thienhoven», «Arend» и «Afrikaanse Galley» в поисках Земли Дэвиса. Вечером 5 апреля 1722 года экипаж главного корабля «Afrikaanse Galley» заметил на горизонте сушу. В тот же день адмирал Роггевен назвал остров в честь христианского праздника Пасхи. Следующим утром к голландскому кораблю подплыло каноэ с бородатым местным жителем, явно удивлённым большим морским судном. Только 10 апреля голландцы высадились на сушу. Роггевен подробно описал рапануйцев и координаты острова Пасхи. Увидев необычные статуи огромных размеров, путешественник был сильно удивлён тем, что «обнажённые дикари» могли соорудить такие колоссы. Также было предположено, что статуи были сделаны из глины. Однако первая встреча рапануйцев с европейцами не обошлась без кровопролития: голландскими моряками было убито 9-10 местных жителей.
На момент открытия острова Роггевеном на нём обитало около двух—трёх тысяч местных жителей, однако археологические исследования показали, что сотней лет раньше на острове жило 10—15 тысяч человек. Вследствие перенаселённости, вырубки лесов и эксплуатации ограниченных ресурсов изолированного острова цивилизация поселенцев пережила внезапный для неё кризис. В исчезновении пальмовых лесов приняли участие и завезённые аборигенами крысы, для которых семена являлись источником пищи. Устные предания аборигенов повествуют о страшном голоде и каннибализме. Последствиями кризиса стали деградация культурных традиций аборигенов острова Пасхи и резкое уменьшение численности населения Рапа-Нуи.
На целых 50 лет европейцы забыли о существовании острова. Мореплаватели продолжали искать таинственную Землю Дэвиса, южный континент, найти который так и не удавалось. Тем временем, Испания опасаясь за свои американские колонии, решила аннексировать территории, лежавшие вблизи них. Для этого были направлены военные корабли.

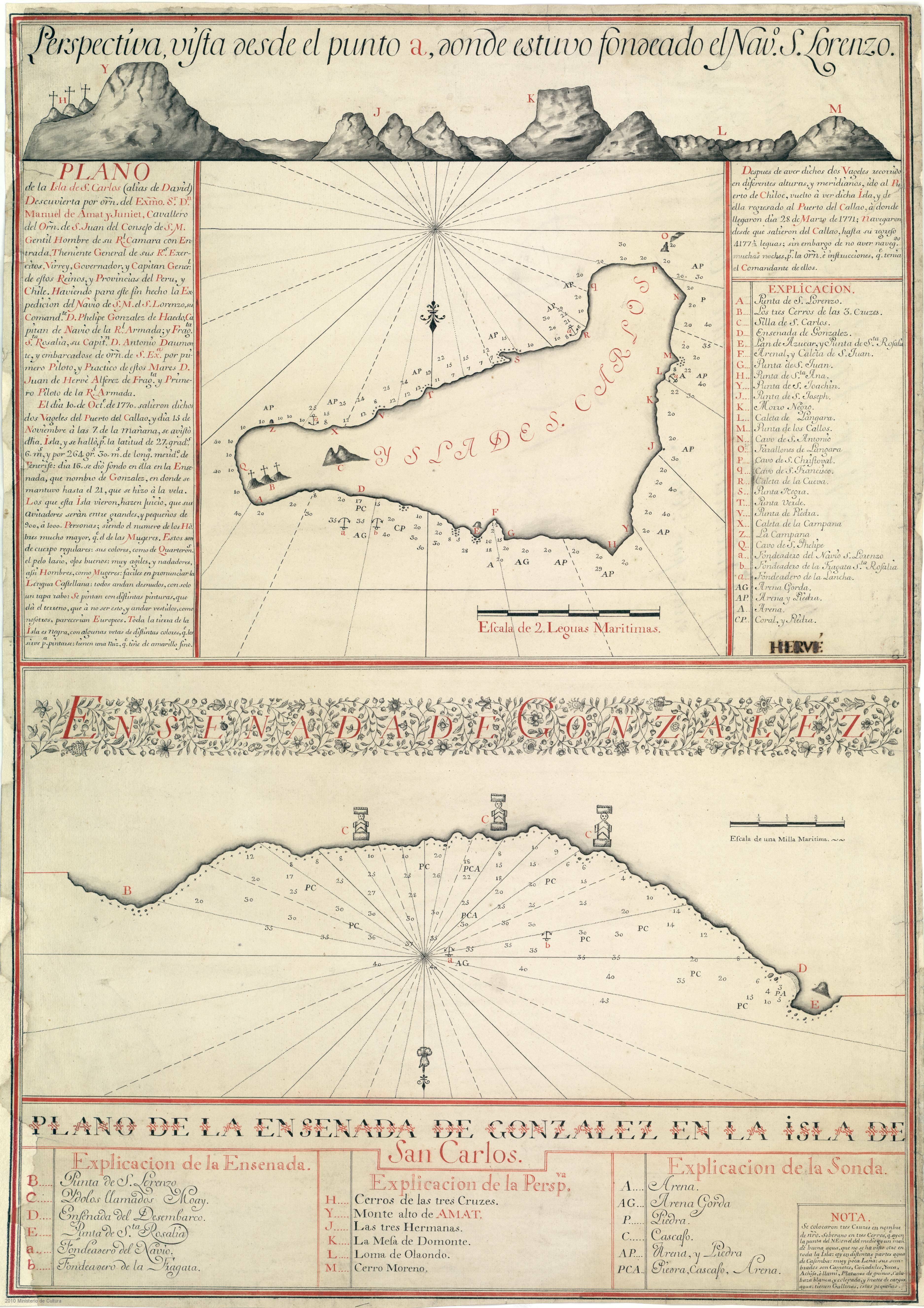
Карта острова Пасхи, сделанная в 1772 году во время экспедиции, возглавляемой Фелипе Гонсалесом де Аэдо

В 1770 году Мануэль де Амат-и-Хуньент, колониальный администратор Перу, опасаясь Франции (вследствие операции в Пондишери) и Британской империи, послал корабль «San Lorenzo» под командованием Фелипе Гонсалес де Аэдо к берегам острова Пасхи, чтобы аннексировать его. Военный корабль сопровождал фрегат «Santa Rosalia» под командованием Антонико Домонте.
За несколько дней пребывания Гонсалеса на острове Пасхи была составлена первая подробная карта Рапа-Нуи, а сам остров был переименован в остров Сан-Карлос в честь испанского короля Карла III. В присутствии островитян была прочитана декларация о протекторате, а местные жители поставили свои подписи в знак согласия. Эти подписи, скорее всего, были поставлены бессознательно и были имитацией незнакомых знаков, которые островитяне увидели на бумаге. Правда, один из рапануйцев нарисовал птицу, являющуюся местным петроглифом. На самом деле, попытка аннексировать остров провалилась, и в дальнейшем Испания забыла о его существовании и никогда больше не предъявляла на него своих прав.
В конце XVIII — начале XIX века на острове побывало множество мореплавателей. В 1774 году на острове высадился капитан Джеймс Кук (он отметил большой контраст между великолепными статуями-великанами Рапа-Нуи и очень редким и убогим населением острова). Жан Франсуа Лаперуз побывал на Рапа-Нуи в 1786 году. Он тщательно изучил вулкан Рано-Као, рапануйское жилище и, уплывая, оставил рапануйцам несколько овец и свиней, а также посадил цитрусовое дерево и несколько овощных культур. По расчётам французского путешественника численность населения острова на тот момент составляла около 1200 человек. В 1804 году остров посетил русский путешественник Юрий Лисянский на шлюпе «Нева».
В 1808 году американцами, приплывшими к острову на корабле «Nancy», были похищены 10 женщин и 12 мужчин-рапануйцев. Моряки собирались перевезти островитян на острова Хуан-Фернандес (группа вулканических островов в Тихом океане, в 450 км к западу от берегов Южной Америки, территория Чили), чтобы использовать там схваченных рапануйцев в качестве рабов, которые занимались бы охотой на тюленей. В трёх днях плавания от Рапа-Нуи туземцы были выведены на палубу и освобождены от цепей. Мужчины смогли выпрыгнуть за борт. Однако попытка американцев вернуть пленников на борт не увенчалась успехом: рапануйцы ныряли глубоко под воду. Устав преследовать их, моряки оставили островитян в открытом океане.

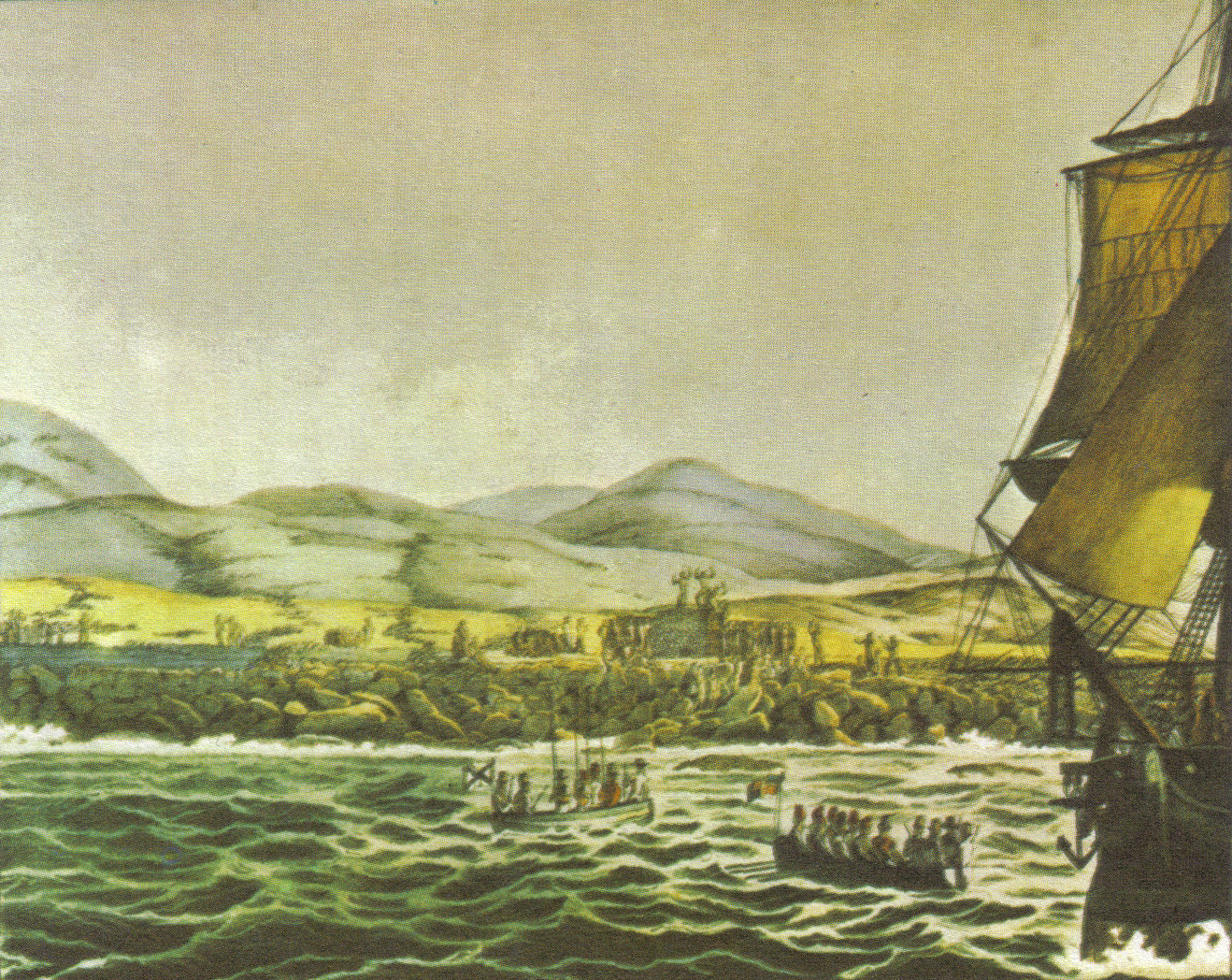
«Рюрик», вставший на якорь у острова Пасхи

Проявление насилия со стороны чужеземцев к местным жителям острова привело к тому, что рапануйцы стали враждебно встречать корабли. Так в 1816 году к острову подплыл русский корабль «Рюрик» под командованием Отто Евстафьевича Коцебу, руководившего кругосветным морским путешествием. Однако высадиться на Рапа-Нуи русским не удалось.
1862 год стал переломным в истории Рапа-Нуи. В это время экономика Перу переживала период расцвета и всё более нуждалась в рабочей силе. Одним из её источников стал остров Пасхи, жители которого во второй половине XIX века стали объектом работорговли. 12 декабря 1862 года в бухте Анга-Роа причалили 8 перуанских кораблей. Несколько островитян, ничего не подозревая, поднялись на борт, и сразу же были схвачены и посажены в тюремные камеры. В общей сложности было схвачено около 1407 рапануйцев, которые при виде огнестрельного оружия были беззащитны. Среди пленных был король Рапа-Нуи Камакои и его сын Маурата. В Кальяо и на островах Чинча перуанцы продали пленников владельцам компаний, занимавшихся добычей гуано. Из-за унизительных условий, голода и болезней из более 1000 островитян в живых осталось около сотни человек. Только благодаря вмешательству Правительства Франции, епископа Тепано Жоссано, а также губернатора Таити, поддерживаемых Британией, удалось остановить работорговлю рапануйцами. После переговоров с перуанским правительством была достигнута договорённость, согласно которой оставшиеся в живых рапануйцы должны были быть репатриированы обратно на родину. Но из-за болезней, в основном туберкулёза и оспы, домой вернулось только 15 островитян. Завезённый вместе с ними вирус оспы, в конце концов, привёл к резкому падению численности населения на острове Пасхи — до около 600 человек. Погибла бо́льшая часть жрецов острова, которые похоронили с собой все тайны Рапа-Нуи. На следующий год миссионеры, высадившиеся на острове, не нашли никаких признаков недавно существовавшей цивилизации Рапа-Нуи.

## Миссионерская деятельность на острове и история Рапа-Нуи второй половины XIX века

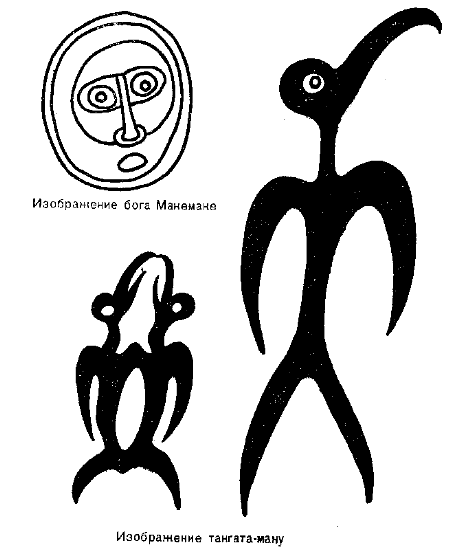
Макемаке и Тангата-ману

Христианство сыграло значительную роль в жизни рапануйцев. Миссионеры, высадившиеся на острове, установили на кладбище Ханго-Роа каменную плиту с надписью: Остров Пасхи — брату Эжену Эйро, превратившемуся из рабочего-механика в рабочего самого Бога и принесшему тем самым завоевания Иисусу Христу (перевод с французского языка). Эта надпись обобщает жизнь рапануйского миссионера, француза по национальности, Эжена Эйро, человека глубоко религиозного, эмигрировавшего в Аргентину, чтобы оплатить обучение своего брата, и избравшего путь священничества. Являясь по профессии механиком, Эйро перебрал множество работ, и, в конце концов, пересёк Анды и оказался в Чили. Глядя на своего брата, ставшего миссионером в Китае, Эйро захотел избрать тот же путь. В скором времени он стал миссионером Конгрегации Св. Сердец Иисуса и Марии. В 1862 году с группой миссионеров он направился на остров Пасхи.
По пути туда, на Таити, они узнали о войне между правящими кланами Рапа-Нуи. Многие миссионеры стали сомневаться в том, стоило ли им вообще плыть на остров Пасхи. Но Эйро отказался возвращаться обратно. Он предложил сначала поселиться самому на острове, чтобы там создать все условия для будущих миссионеров. Миссионеры поддержали Эйро. 2 января 1864 году Эйро прибыл на остров Пасхи с двумя местными жителями-рабами (среди них был рапануец по имени Пана).
Миссионерская деятельность Эйро оказала значительное влияние на местных жителей. Сразу же после высадки на острове священник приступил к обучению рапануйцев, и уже через несколько месяцев шесть островитян читали катехизис на французском языке. 11 ноября 1864 года совершенно «замученного, почти раздетого и разутого» Эйро подобрала направленная за ним на остров шхуна.
Спустя 17 месяцев Эйро вернулся на Рапа-Нуи с миссионером Ипполитом Русселем и семью мангареванцами. Путём обмена был получен небольшой участок земли, на котором миссионеры построили три дома, один из которых, вмещавший сотню человек, служил часовней. Своим главным центром миссионеры сделали Санта-Мария-де-Рапа-Нуи, объединившую два местечка — Анга-Роа и Матавери. Земли около них были выкуплены у местных жителей в 1868 году.
Началось активное обращение рапануйцев в христианство. Вожди не очень стремились менять веру. Связано это с тем, что они не хотели отказываться от полигамной семьи. Вожди считали, что, если у них будет по одной жене, то они потеряют влияние в племени. Однако постепенно вожди и все рапануйцы приняли христианство.
14 августа 1868 года Эжен Эйро умер от туберкулёза. Миссионерская миссия просуществовала около 5 лет и оказала положительное влияние на жителей острова: миссионеры учили письму, грамоте, боролись с воровством, убийствами, способствовали развитию сельского хозяйства, разводя не известные ранее на острове культуры.
В 1868 году на острове поселился с разрешения миссионеров агент торгового дома Брандера Дютру-Борнье, занявшийся на Рапа-Нуи разведением овец. Он выкупал у местных жителей за бесценок земельные участки, которые в дальнейшем использовал под пастбища, была выкуплена большая часть острова. Так же несколько сотен жителей были им были отправлены на работу в Таити к своим покровителям. Это привело к открытому конфликту с миссионерами, в результате которого они решили в 1871 году покинуть остров Пасхи и отправиться на Таити. Численность населения Рапа-Нуи к этому времени значительно сократилась и в 1877 году составила 111 человек (из 2500), большая часть старики, только у 36 были дети. В этом же году местные жители убили Дютру-Борнье. Часть населения вернулась с миссионерами.
В конце XIX века у острова Пасхи причаливало множество кораблей, экипажи которых в основном интересовались объектами искусства рапануйской культуры.
В 1871 году мимо острова проплыл русский корвет «Витязь», на борту которого находился путешественник Н. Н. Миклухо-Маклай. Из-за болезни он не смог высадиться на берег, однако на Таити лично встречался с епископом Жоссаном, который подарил ему дощечку с рапануйскими иероглифами, которая сейчас хранится в Музее антропологии и этнографии им. Петра Великого в Санкт-Петербурге.
В 1872 году в бухте Анга-Роа причалил французский корвет «La Flore» под командованием вице-адмирала Т. де Лаппелина. Основной целью, которую преследовали французы, было транспортировать в Музей человека в Париже одну из рапануйских статуй — моаи. В 1877 году к острову приплыло чилийское судно «O’Higgins» под командованием командира Лопеса. В 1877 году на острове высадился Альфонс Пинарт, собравший, как и Пьер Лоти в 1872 году, огромное количество местных изделий, в том числе, и скелеты, которые затем были переданы Музею человека в Париже.
Первые чилийские корабли были замечены у Рапа-Нуи ещё в 1830-х годах, однако тесные торговые связи были налажены только в 1870-х годах. Победив Боливию и Перу в Тихоокеанской войне 1879—1883 годов, Чили приступила к активной колонизации земель. 9 сентября 1888 года капитан Поликарпо Торо Уртадо высадился на острове и объявил об аннексии Рапа-Нуи Чили. Местная церковь перешла под юрисдикцию архиепископа города Сантьяго-де-Чили, а в 1896 году остров вошёл в состав области Вальпараисо.

## XX век

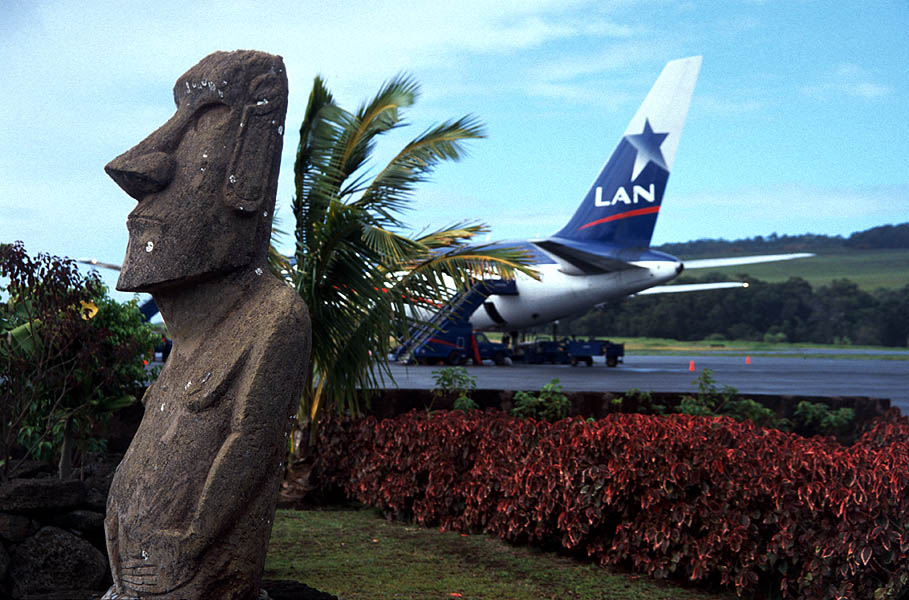
Самолёт LAN Airlines в аэропорту острова

В 1903 году шотландско-чилийская компания открыла на Рапа-Нуи дочернее предприятие «The Easter Island Exploitation Company», занимавшееся овцеводством и производством шерсти. В скором времени оно стало основным работодателем рапануйцев. Однако жизнь от этого не стала лучше: возникли проблемы с обеспечением населения продуктами питания, рапануйцам было запрещено выходить за пределы поселения Анга-Роа без разрешения администрации, эпидемический характер приобретала проказа. Овцеводство же оказало негативное влияние на экологию Рапа-Нуи: началась серьёзная эрозия почвы. Все обстоятельства, которые вылились в унизительную жизнь рапануйцев, привели, в конце концов, к восстанию, которое, тем не менее, вскоре было подавлено, а часть восставших была сослана на материковую часть Чили.
Во время Первой мировой войны к острову причаливали германские военные суда, экипаж которых закупал на острове мясо и другое продовольствие.
С первой четверти XX века начались многочисленные научно-исследовательские экспедиции на остров Пасхи. С марта 1914 по август 1915 г. на острове работала экспедиция английских супругов-исследователей У. С. Раутледжа и К. С. Раутледж, которая уделила особое внимание изучению каменных погребальных площадок аху и каменных статуй моаи. В 1934—1935 гг. остров посетила франко-бельгийская экспедиция, в составе которой были такие видные учёные, как А. Метро и Х. Лавашерри.
В 1952 году остров перешёл под контроль чилийских военных, которые считали, что с геополитической точки зрения Рапа-Нуи — важный центр национальной обороны. В этот период истории острова права рапануйцев снова были резко ограничены: им было запрещено выходить за пределы Анга-Роа. В результате были даже попытки сбежать с острова Пасхи.
В 1950-х годах знаменитый норвежский путешественник Тур Хейердал заново «открыл» миру остров Пасхи. Согласно Хейердалу, остров Пасхи был заселён переселенцами Древнего Перу. Несмотря на то, что рапануйский язык принадлежит к полинезийской подгруппе австронезийской языковой семьи, многое указывает на посещение инками острова. Каменные изваяния напоминают найденные в Андах статуэтки. Кроме того, на острове выращивают батат. Теория перуанского происхождения древнего населения, однако, также не находит убедительного подтверждения. Генетический анализ населения указывает скорее на полинезийское происхождение, однако точность эксперимента не исключает и возможность перуанского. К тому же, согласно местной легенде, предки рапануйцев пришли несколько веков назад с острова, лежащего далеко на востоке, который называется Рапа. На самом деле, во Французской Полинезии есть остров под названием Рапа-Ити (Rapa-Iti), что переводится с рапануйского языка как «Маленький Рапа». Возможно, именно поэтому рапануйское название острова — Рапа-Нуи, или Рапануи (переводится как «Большой Рапа»).
В 1967 году на острове было завершено строительство взлётно-посадочной полосы в Матавери. С этого времени появилось регулярное авиасообщение с Сантьяго и Таити, а жизнь рапануйцев стала меняться к лучшему: в 1967 году появилось регулярное водоснабжение домов, в 1970 — электричество. Начал развиваться туризм, который в настоящее время является важнейшим источником доходов местного населения. С 1966 года на острове стали проводиться выборы местной администрации.
В 1995 году Рапа-Нуи был объявлен объектом Всемирного наследия ЮНЕСКО.

## Статус острова
Главным вопросом местной политики на Рапа-Нуи в последние годы стал вопрос об особом административном статусе острова. Проект, официально представленный в августе 2005 года, нашёл как поддержку со стороны островитян, так и вызвал протесты. Дебаты о будущем особом политическом статусе острова Пасхи были поддержаны президентом Чили Мишель Бачелет, которая выразила решительную поддержку изменения статуса.
Идея об особом административном статусе острова сильно противоречит современному статусу Рапа-Нуи. Согласно Закону об острове Пасхи 1966 года Рапа-Нуи является частью области Вальпараисо, которая расположена на континентальной части Чили. В результате остров зависим не только от национального правительства в Сантьяго, но и от региональной администрации в Вальпараисо. На местном уровне остров выступает как в качестве провинции, которую возглавляет губернатор, назначаемый правительством (с 1984 года им может стать только этнический рапануец), так и в качестве муниципалитета, в котором действует свой муниципальный совет и мэр, избираемые на голосовании местными жителями. Уже существование этих двух административных уровней (должности губернатора провинции и муниципальной администрации) приводит к дублированию обязанностей. Закон о коренном населении 1993 года, который признаёт рапануйцев в качестве одного из шести коренных народов Чили, учредил также другой институт — Комиссию по развитию острова Пасхи, которая состоит из пяти избранных населением этнических рапануйцев, шести представителей чилийского правительства, губернатора, мэра и президента совета старейшин Рапа-Нуи. Совет старейшин острова Пасхи, учреждённый в 1980-х годах и представляющий интересы каждой рапануйской семьи, стал предметом раздора с тех пор, как в 1994 году распался на прочилийскую фракцию во главе с Альберто Отус и на более радикальную фракцию за независимость во главе с Хуаном Чавесом. В то время как только первая фракция признаётся правительством Чили как «традиционный институт» согласно Закону о коренном населении, из второй фракции в 2001 году был сформирован «Рапануйский парламент», который требует полную независимость от Чили.
Для того чтобы разрешить ситуацию, вопрос об автономном статусе Рапа-Нуи обсуждается уже с 2002 года. Была сформирована специальная комиссия, в которую входят различные чилийские политики: бывший президент Чили Патрисио Эйлвин, губернатор Рапа-Нуи Энрике Пакарати, мэр Эдмундс и президент «официального» совета старейшин Альберто Отус. Основной её функцией является рассмотрение современного статуса острова и разработка планов по новому статусу.
В конце августа 2005 года комиссия представила окончательный вариант проекта по будущему статусу Рапа-Нуи. Согласно ему остров должен выйти из состава области Вальпараисо и образовать самостоятельное образование в виде «специальной территории», подчиняющейся непосредственно «центру». В этом случае муниципалитет наделяется более обширными правами, как и обязанностями. Комиссию по развитию острова Пасхи предлагается объединить с аппаратом губернатора, наделив его совещательными функциями. И, в конце концов, совет старейшин должен остаться в той форме, в которой он существует сейчас (та фракция, которая возглавляется Альберто Отусом), и стать консультативным органом по вопросам культурного наследия.
Во второй части проекта идёт речь об экономическом развитии и землепользовании на острове Пасхи. Предполагается улучшить инфраструктуру Рапа-Нуи, в особенности — морское судоходство и воздушное сообщение с континентальной частью Чили, а также медицинское обслуживание населения. Предлагается создать специальные фонды для экономического развития и регулировать иммиграцию с континента. Одним из наиболее существенных изменений должна стать реформа в сфере землепользования — все государственные земли, которые не используются под государственные службы (школы, государственные учреждения и военные зоны), должны быть переданы в коллективную собственность рапануйского сообщества. С целью регулирования этой собственности должен быть создать новый институт — так называемое сообщество коренного населения.
В 2005 году президент внёс на рассмотрение чилийского конгресса законопроект о внесении поправки в конституцию Чили, тем самым, сделав возможным создание «специальной административной территории» вне чилийской региональной административной системы как для Рапа-Нуи, так и для островов Хуан-Фернандес.
Хотя появление данного проекта является значительным шагом на пути проведения политической реформы, в действительности — это значительно упрощённая версия, составленная из многочисленных предложений 2002—2003 годов. Например, в окончательном документе не упоминается об автономности, а говорится только о специальном административном статусе. Более ранние проекты предлагали полный роспуск существующих институтов на острове и создание «автономной островной единицы» с избираемой населением ассамблеей и главой автономии, который отвечал бы за оборону, внутреннюю безопасность, международные отношения и суд, но при сохранении единства с Республикой Чили (это несколько напоминает Францию и Французскую Полинезию). Окончательный же проект предполагает менее значительные перемены.
В то время как сторонники прочилийской фракции торжествовали, местная оппозиция протестовала. 30 августа 2005 года члены «Рапануйского парламента» устроили марш протеста в административном центре острова, городе Анга-Роа.
В это время более радикальный активист за независимость Агтерама Пухи Уира а Хуки объявил себя королём и учредил «национальную гражданскую регистратуру» для коренных жителей Рапа-Нуи с целью последующей выдачи «рапануйских паспортов». Многие политики не восприняли этого оппозиционера всерьёз, но Альберто Отус подал официальную жалобу, требуя предпринять меры против Хуки, которого он обвинил в «атаке на нашу страну и нанёс беспочвенное оскорбление нашей культуре».
После победы на выборах президента Чили Мишель Бачелет новый президент пообещала продолжить обсуждение проекта реформирования статуса острова и выразила, тем самым, поддержку административной реформы острова Пасхи.
В то время, как продолжается обсуждение статуса Рапа-Нуи, на острове интенсивно развивается туризм. В 2005 году остров посетило около 45 тысяч туристов. Так как численность населения Рапа-Нуи всего 4 тысячи жителей, этот показатель является очень высоким. Рост притока туристов очевиден: в 2004 году Рапа-Нуи посетило 30 тысяч человек, в 1999 году — 21 тысяча, а в 1990 году — только 5 тысяч. Туристический бум обещает хорошее будущее для островитян, но вместе с ним возникают новые проблемы. Так как 91 % местных доходов — это доходы от туристического бизнеса, Рапа-Нуи напрямую становится зависимым от иностранных туристов. Увеличивается нагрузка как на хрупкую экосистему острова, так и на его инфраструктуру.

## Комментарии
1. ↑  При составлении этого раздела использовались наиболее широко известные и полные легенды, собранные Себастьяном Энглертом. Однако существуют также и версии мифов, собранные другими специалистами: Томсоном, Раутледж, Бартелем, Метро. Основное отличие между ними — разница между представленными именами героев легенд и географическими названиями. Но зачастую различается и само содержание мифов.
2. ↑  В версии Альфреда Метро идёт о совершенно иных обстоятельствах, которые побудили Хоту-Мату’а отправить на остров Пасхи разведчиков. В одной из его версий на Мараэренга разгорелась война между Хоту и его братом, Те Ира-ка-теа. Причины этой вражды неизвестны. По другой версии, брат Хоту-Мату’а был влюблён в одну девушку, на которой хотел жениться арики Орои. Девушка, которая не могла решить, кого ей выбрать, пообещала Орои, что она будет его, если тот обойдёт остров без остановок и сна. Орои поверил ей, а девушка бежала с братом Хоту. Так разгорелась война между племенем Хоту-Мату’а и Орои. Орои оказался сильнее, поэтому Хоту был вынужден начать поиски новой земли, чтобы избежать смерти и позора.
3. ↑  Свинья в силу своей всеядности является прямым конкурентом человека в борьбе за еду. В условиях обильной пищи это не вызывает проблем. Однако в условиях ограниченных ресурсов (скажем запасов еды у колонистов в лодке в течение длительных океанических переходов) свиньи первыми из животных идут под нож, ибо свинье для того чтобы набрать 1 кг веса требуется съесть от 8 до 10 кг зерна, которое может быть аналогично скормлено и человеку и курице.
4. ↑  В действительности ни «ханау-ээпе», ни «ханау-момоко» нельзя перевести как «длинноухие» или «короткоухие». Более правильным переводом является «раса тучных» и «раса тонких».

### На русском языке
- Бутинов Н. А. Острова Кука и остров Пасхи (проблемы этногенеза) // Актуальные проблемы развития Австралии и Океании. — М.: Наука, 1984. — С. 170—178.
- Кнорозов Ю. В. Легенды о заселении острова Пасхи. — Советская этнография, 1963. — № 4.
- Мазьер Ф. Загадочный остров Пасхи. — М.: Мысль, 1970.
- Тумаркин Д. Д. Тур Хейердал и проблема заселения Полинезии // Австралия и Океания. История и современность. — М.: Наука, 1970. — С. 151—173
- Хейердал Т. АКУ-АКУ. — М.: Мысль, 1971.

### На английском языке
- Dr. Stéphen-Chauvet. Easter Island and its mysteries. — Translated by Ann M. Altman. First published in 1935. Translation prepared 2004.
- Metraux Alfred. Easter Island: A Stone-Age Civilization of the Pacific. — Oxford University Press, 1957 (книга доступна подписчикам https://www.questia.com).
- Routledge Scoresby. The Mystery of Easter Island. The story of an expedition. — London, 1919
- Thomson, William J. Te Pito te Henua, or Easter Island // Report of the United States National Museum for the Year Ending June 30, 1889. Annual Reports of the Smithsonian Institution for 1889. 447—552. Washington: Smithsonian Institution.
- Gibbons, Ann. Dates Revise Easter Island History. // Science. — 2006. — Т. 311. — С. 1360.
- Terry L. Hunt. Rethinking Easter Island’s ecological catastrophe // Journal of Archaeological Science. — 2007. — № 34. — С. 485—502
- Barnes S.S.,Matisoo-Smith E.,Hunt T.L. Ancient DNA of the Pacific rat (Rattus exulans) from Rapa Nui (Easter Island) // Journal of Archaeological Science. — 2006. — № 33. — С. 1536—1540
- Terry L. Hunt and Carl P. Lipo. Late Colonization of Easter Island. // Science. — 2006. — Т. 311. — № 5767. — С. 1603—1606.

### Общие
- (англ.) Рапануйские легенды, собранные Отцом Себастьяном Энглертом
- (англ.) Джеймс Кук на острове Пасхи (его воспоминания в дневнике)
- (англ.) Часто задаваемые вопросы по истории острова Пасхи
- Тамара Эйдельман. Загадки цивилизации с острова Пасхи.  Канал Тамары Эйдельман на YouTube.

### Материалы по статусу острова
- (исп.) Закон об острове Пасхи
- (исп.) Закон о коренном населении Чили
- (исп.) Остров Пасхи хочет независимости
- (исп.) Проект административной реформы острова Пасхи
- (исп.) Необходимость конституционных поправок в случае реформы
- (исп.) Правовое положение администрации острова Пасхи
- (англ.) Рапа-Нуи ищет помощи в ООН